# Filisparsa rustica
Filisparsa rustica is een mosdiertjessoort uit de familie van de Oncousoeciidae. De wetenschappelijke naam van de soort is voor het eerst geldig gepubliceerd in 1853 door d'Orbigny.